# ملكة جمال الأرض 2002
ملكة جمال الأرض 2002 ، هي النسخة الثانية من مسابقة ملكة جمال الأرض ، عقدت في مسرح الفنون الشعبية في باساي، الفلبين في 29 أكتوبر 2002. في عامه الثاني شاركت 53 متسابقة، وهو ما يتجاوز عدد المتسابقين في مسابقة ملكة جمال الدولية 2002 ، وبذلك أصبح ثالث أكبر مسابقة دولية في العالم من حيث عدد المتسابقين.

## النتائج

### المراكز النهائية
| النتائج النهائية                  | المتنافسة |
| --------------------------------- | --- |
| ملكة جمال الأرض 2002              | - البوسنة والهرسك - دزيلا غلافوفيتش (أصبحت ملكة مخلوعة) |
| ملكة جمال الهواء (الوصيفة الأولى) | - كينيا - وينفريد آده أمواكوي (خليفتها) |
| ملكة جمال الماء (الوصيفة الثانية) | - يوغوسلافيا - سلادانا بوزوفيتش (أصبحت ملكة جمال الهواء) |
| ملكة جمال النار (الوصيفة الثالثة) | - اليونان - جوليانا باتريشيا دروسو (أصبحت ملكة جمال الماء) |
| أفضل 10                           | - تشيلي - نزلاه صوفيا آباد - كولومبيا - ديانا باتريشيا بوتيرو - فنلندا - ايلينا هورفي (أصبحت ملكة جمال النار) - بيرو - كلوديا أورتيز دي زيفالوس - الفلبين - أبريل روس بيريز - أسبانيا - كريستينا كاربينتيرو |

### جوائز خاصة
| جائزة                   | المتنافسة                         |
| ----------------------- | --------------------------------- |
| ملكة جمال الصداقة       | جبل طارق - شارلين غايفيسو         |
| ملكة جمال فوتوغرافيا    | الفلبين - أبريل روس بيريز         |
| ملكة جمال المواهب       | البوسنة والهرسك - دزيلا غلافوفيتش |
| الأفضل في الزي الوطني   | كوريا - جين آه لي                 |
| الأفضل في ثوب المساء    | بيرو - كلوديا أورتيز دي زيفالوس   |
| الأفضل في ملابس السباحة | كولومبيا - ديانا باتريشيا بوتيرو  |

## الروابط الخارجية
- موقع ملكة جمال الأرض الرسمي
- مؤسسة ملكة جمال الأرض
- مؤسسة ملكة جمال الأرض أطفال أحب كوكبي